# Giuseppe Cipriani
Giuseppe Cipriani (ur. 9 czerwca 1965 w Wenecji) – włoski kierowca wyścigowy.

## Kariera

### Włoska Formuła 3
W latach 1989–1990 Cipriani startował we Włoskiej Formule 3. Zespoły, z którymi nawiązał współpracę to odpowiednio: Zasteam i Jolly Club. W żadnym z sezonów nie został sklasyfikowany.

### Formuła Palmer Audi
Po długoletniej przerwie w startach Włoch powrócił do ścigania w 2008 roku, kiedy do 2010 roku startował w Formule Palmer Audi. Wielokrotnie punktował w wyścigach. Ostatecznie w klasyfikacji generalnej był sklasyfikowany odpowiednio na 28, 14 i 11 pozycji.

### Auto GP World Series
W sezonie 2010 Cipriani wystartował w Auto GP w roli kierowcy wyścigowego zespołu Durango. W pierwszym sezonie nie został sklasyfikowany, a w 2011 roku zdobył 2 punkty i ukończył sezon na 20 pozycji. W sezonie 2012 Włoch zmienił zespół na Campos Racing. W 14 pierwszych wyścigach zdobył 18 punktów, co mu dało 14. miejsce w klasyfikacji kierowców.
Na sezon 2013 Giuseppe podpisał kontrakt z hiszpańską ekipą Ibiza Racing Team. W ciągu sześciu wyścigów, w których wystartował, zdobył trzy punkty. Dały mu one 21 pozycję w klasyfikacji generalnej.
W 2014 roku kontynuował starty w Auto GP. Wystartował łącznie w czternastu wyścigach, w ciągu których jeden ukończył na podium. Zdobył łącznie 38 punktów. Dało mu to jedenaste miejsce w końcowej klasyfikacji kierowców.

## Wyniki

### Podsumowanie
| Sezon | Seria                               | Zespół                  | Wyścigi | PP | Zwycięstwa | Podium | NO | Punkty | Pozycja |
| ----- | ----------------------------------- | ----------------------- | ------- | -- | ---------- | ------ | -- | ------ | ------- |
| 1988  | Barber Pro Series                   |                         |         |    |            |        |    | 31     | 10      |
| 1989  | Włoska Formuła 3                    | Zasteam                 | 3       | 0  | 0          |        | 0  | 0      | NS      |
| 1990  | Włoska Formuła 3                    | Jolly Club              | 8       | 0  | 0          |        | 0  | 0      | NS      |
| 2008  | Formuła Palmer Audi – Autumn Trophy | Van Diemen Spec Formula | 3       | 0  | 0          | 0      | 0  | 4      | 25      |
| 2008  | Formuła Palmer Audi                 | Van Diemen Spec Formula | 2       | 0  | 0          | 0      | 0  | 6      | 28      |
| 2009  | Formuła Palmer Audi                 | Van Diemen Spec Formula | 20      | 0  | 0          | 0      | 0  | 92     | 14      |
| 2010  | Formuła Palmer Audi                 | Van Diemen Spec Formula | 17      | 0  | 0          | 0      | 0  | 149    | 11      |
| 2010  | Auto GP                             | Durango                 | 2       | 0  | 0          | 0      | 0  | 0      | NS      |
| 2011  | Auto GP                             | Griffitz Durango        | 16      | 0  | 0          | 0      | 0  | 2      | 20      |
| 2012  | Auto GP World Series                | Campos Racing           | 14      | 0  | 0          | 0      | 0  | 18     | 14      |
| 2013  | Auto GP World Series                | Ibiza Racing Team       | 6       | 0  | 0          | 0      | 0  | 3      | 21      |
| 2013  | Superstars International Series     | Audi Sport Italia       | 2       | 0  | 0          | 0      | 0  | 12     | 21      |
| 2014  | Auto GP World Series                | Ibiza Racing Team       | 14      | 0  | 0          | 1      | 0  | 38     | 11      |
| 2014  | EuroV8 Series                       | Hartmann Racing         | 2       | 0  | 0          | 0      | 0  | 12     | 20      |
| 2015  | Auto GP World Series                | Ibiza Racing Team       | 4       | 0  | 0          | 0      | 0  | 24     | 7       |
| 2016  | Formuła V8 3.5                      | Durango Racing Team     | 16      | 0  | 0          | 0      | 0  | 6      | 17      |